# Chí Thạnh
Chí Thạnh là thị trấn huyện lỵ của huyện Tuy An, tỉnh Phú Yên, Việt Nam.
Thị trấn Chí Thạnh cách thành phố Tuy Hòa 30 km về phía bắc. Chí Thạnh nằm dưới chân đèo Quán Cau, gần Đầm Ô Loan nổi tiếng.
Từ thị trấn Chí Thạnh có đường rẽ khoảng 15 km đến Gành Đá Đĩa, một thắng cảnh đẹp, độc đáo và nổi tiếng của Phú Yên.